# Ostichthys
Az Ostichthys a sugarasúszójú halak (Actinopterygii) osztályának nyálkásfejűek (Beryciformes) rendjébe, ezen belül a mókushalfélék (Holocentridae) családjába tartozó nem.

## Tudnivalók
Az Ostichthys-fajok az óceánok mélyebb vizeiben fordulnak elő. Az Ostichthys trachypomán kívül, amely az Atlanti-óceánban lelhető fel, az összes többi faj a két másik óceánnak lakója. Méretük fajtól függően 10,5-45 centiméter között változik; azonban az átlagos hossz 12-20 centiméter közötti.

## Rendszerezésük
A nembe az alábbi 14 faj tartozik:
- Ostichthys acanthorhinus Randall, Shimizu & Yamakawa, 1982
- Ostichthys archiepiscopus (Valenciennes, 1862)
- Ostichthys brachygnathus Randall & Myers, 1993
- Ostichthys convexus Greenfield, Randall & Psomadakis, 2017
- Ostichthys daniela Greenfield, Randall & Psomadakis, 2017
- Ostichthys delta Randall, Shimizu & Yamakawa, 1982
- Ostichthys hypsipterygion Randall, Shimizu & Yamakawa, 1982
- Ostichthys japonicus (Cuvier, 1829)
- Ostichthys kaianus (Günther, 1880)
- Ostichthys ovaloculus Randall & Wrobel, 1988
- Ostichthys sandix Randall, Shimizu & Yamakawa, 1982
- Ostichthys sheni Chen, Shao & Mok, 1990
- Ostichthys sufensis Golani, 1984
- Ostichthys trachypoma (Günther, 1859)